# Fabrizio De André
Fabrizio De André (ur. 18 lutego 1940 w Genui, zm. 11 stycznia 1999 w Mediolanie) – włoski poeta piosenkarz, kompozytor i autor tekstów piosenek.
Razem z takimi piosenkarzami jak Gino Paoli, Umberto Bindi, Luigi Tenco i Bruno Lauzi był reprezentantem tzw. genueńskiej szkoły śpiewających autorów, ugrupowania artystów, którzy postawili sobie za cel gruntowne odnowienie włoskiej muzyki popularnej na przełomie lat 50. i 60.
W swoich piosenkach śpiewał przeważnie o ludziach z marginesu, buntownikach, wykolejeńcach. Wiele jego tekstów nosi znamiona wybitnej poezji i jako takie zostały włączone do zestawu lektur szkolnych. W kręgach przyjaciół i admiratorów znany był jako Faber.
Fabrizio De André opublikował w ciągu 35 lat swej kariery artystycznej (1961–1996) 20 albumów (13 studyjnych i 7 kompilacji) co jest liczbą stosunkowo niewielką jeśli chodzi o ilość, ale nader istotną jeśli chodzi o jakość, zważywszy głębokie korzenie kulturowe artysty.

## Życiorys

### Środowisko rodzinne – dzieciństwo i młodość
Fabrizio De André przyszedł na świat w genueńskiej dzielnicy Pegli, przy ulicy De Nicolay 12. Aby ulżyć bólom porodowym swej żony, profesor i adwokat Giuseppe De André podobno umieścił na gramofonie płytę z walcem „Valzer campestre” Gino Marinuzziego, którego motyw później, po latach, wykorzystał Fabrizio De André w jednym ze swych pierwszych utworów, „Valzer per un amore”.
Lata wojny Fabrizio De André spędził razem z bratem Mauro w Revignano d'Asti, rodzinnej wiosce jego matki Luisy Amerio, podczas gdy ojciec był zmuszony ukrywać się przed faszystami. Był to jeden z najważniejszych i twórczych okresów w jego życiu, cechujący się wolnością i lekkomyślnością ale także, za sprawą rządcy Emilio Fassio, miłością do zwierząt oraz do otoczenia, co będzie go później absorbować przez całe życie. Dzieciństwo na wsi to także mała towarzyszka zabaw, Nina Manfieri, której poświęcił jedną ze swych ostatnich piosenek, „Ho visto Nina volare”, czy chłopscy sąsiedzi, Emilio i Felicina Fassio, którzy również stali się inspiracją dla jego ostatnich utworów.
W październiku 1946 Fabrizio De André poszedł do szkoły podstawowej prowadzonej przez siostry zakonne, Istituto delle suore Marcelline. Surowa dyscyplina szkoły niezbyt mu odpowiadała, więc już po roku kontynuował naukę w szkole państwowej. W sierpniu 1948 roku spotkał po raz pierwszy szesnastoletniego Paolo Villaggio. Obaj szybko się polubili ale ich wzajemna sympatia zaowocowała dopiero po latach bliższą znajomością i bliską współpracą artystyczną. Wakacje 1950 roku spędził Fabrizio De André po raz ostatni w Revignano. Bardzo przeżył decyzję ojca o sprzedaży gospodarstwa, ponieważ z tym miejscem związane były najlepsze wspomnienia z jego dzieciństwa. Sam, po latach, nawiązał do tych wspomnień, do idei życia na wsi, gdy kupił posiadłość nad morzem, na Sardynii.
W październiku 1951 roku rozpoczął naukę w gimnazjum Giovanni Pascoli. Ale, pochłonięty już wtedy życiem ulicy, nie przejawiał szczególnego zainteresowania sprawami nauki. Nie zdał do następnej klasy, więc rozgniewany ojciec zapisał go do szkoły prowadzonej przez jezuitów. Ale syn i tu nie odniósł sukcesów; przeciwnie, rygor szkoły sprawił, iż zaczął nabierać niechęci do religii jako instytucji. Dopiero liceum klasyczne było szkołą, którą udało mu się skończyć i gdzie zarazem osiągnął dobre oceny z literatury, nieco gorsze z nauk ścisłych. Jednocześnie matka wcześnie odkryła, że chłopiec ma zamiłowania muzyczne, bo już w wieku 8 lat rozpoczął naukę gry na skrzypcach a w wieku 14 – na podarowanej gitarze, z którą już miał się nigdy nie rozstawać. Zaczął pisać i nucić swoje pierwsze, młodzieńcze piosenki.
Wiosną 1956 roku miało miejsce ważne wydarzenie – ojciec przywiózł mu z Francji 2 single Georges'a Brassensa, francuskiego śpiewającego poety. Równocześnie Fabrizio zaczął zgłębiać dzieła znanych anarchistów, Bakunina, Malatesty, Kropotkina i Stirnera. W świecie piosenek Brassensa Fabrizio De André odnajdywał znajome postaci z własnego otoczenia. Miały to być najważniejsze źródła jego inspiracji artystycznej i ideowej, gdy za parę lat zaczął działalność piosenkarską.
Tymczasem Fabrizio De André zapisał się na uniwersytet ale szybko utwierdził się w przekonaniu, że nauka nie jest jego życiowym powołaniem. Miotał się tymczasem pomiędzy medycyną, literaturą a prawem, nie kończąc ostatecznie żadnego z tych kierunków, ku niezadowoleniu ojca i brata, którzy obaj byli prawnikami z zawodu. Jego upływały na zgłębianiu muzyki i literatury (Villon, Dostojewski czy wspomniani wcześniej Bakunin i Stirner. Wieczory natomiast spędzał w towarzystwie przyjaciół: Luigiego Tenco, Umberto Bindiego, Gino Paolego, Paolo Villaggio (z którym za parę lat miał napisać wspólnie „Carlo Martello ritorna dalla battaglia di Poitiers” i „Il fannullone”) i innych. Po latach stwierdził, że wtedy miotały nim dwa uczucia: gorące pragnienie sprawiedliwości społecznej, której jego zdaniem jeszcze nie było i złudzenie naprawiania świata, cokolwiek by to miało znaczyć. Ta druga pasja szybko się w nim wypaliła; tej pierwszej pozostał wierny.
W 1958 roku Fabrizio De André napisał swoje pierwsze piosenki: „Nuvole barocche” i „E fu la notte”, określone po latach jako grzechy młodości. Swoją pierwszą dojrzałą piosenkę „La ballata del Miche” napisał latem 1960 roku we współpracy z poetką Clelią Petracchi. Utwór ten zawsze uważał za jeden z najważniejszych w swej karierze.
Fabrizio De André nadal przejawiał zainteresowanie działalnością francuskich chansonniers, zwłaszcza Brassensem. Chociaż świadomie inspirował się jego twórczością, to jednak nigdy nie chciał go osobiście spotkać, nie chciał się bowiem rozczarować jego trudnym charakterem.
Stałym tematem piosenek Fabrizia De André miał być świat prostytutek, oszustów i samobójców, nie zaś świat uporządkowanych mieszczan. Jego droga życiowa i artystyczna zaczęła się bowiem już wcześniej w zaułkach Via del Campo (ulicy, przy której mieszkał) i osławionej Via Pré, ulicy „zakazanej” za dnia, za to uczęszczanej w nocy. To tym swoistym getcie istot odrzuconych, prostytutek, wydziedziczonych ludzi z marginesu, zamachowców, mniejszości etnicznych, wzbudzających jednak skrywaną fascynację zrodziły się jego inspiracje. W opiewaniu ludzi przegranych wzniósł się Fabrizio de André na szczyty poezji lirycznej.
Jego teksty miały też często dotykać argumentów religijnych, jakkolwiek z punktu widzenia sceptyka i laika: „Si chiamava Gesù”, „Preghiera in gennaio” z albumu La buona novella. O ile jednak postacie religijne traktował raczej przychylnie, to jego postawa wobec hierarchii kościelnej była bezkompromisowo krytyczna („Un blasfemo”, „Il testamento di Tito”, „La ballata del Michè”). To przewrażliwienie miało najprawdopodobniej swe źródło w traumie z dzieciństwa, kiedy będąc uczniem szkoły jezuickiej doświadczył próby molestowania seksualnego przez jednego z księży. I jakkolwiek sprawca skandalu został później usunięty ze szkoły (na skutek interwencji ojca Fabrizia De André u dyrektora szkoły), to jednak przeżycie to pozostawiło niezatarte ślady w psychice chłopca.

### Debiut 1961
W październiku 1961 roku wytwórnia płytowa Karim wydała pierwszy singiel Fabrizia De André, zawierający 2 piosenki: „Nuvole barocche” i „E fu la notte”. Po nim ukazały się kolejne.
W nadchodzących latach Fabrizio De André dał się poznać jako muzyk powściągliwy i wykształcony, zdolny umiejętnie łączyć w swych utworach różne tendencje i inspiracje: atmosferę francuskich śpiewających poetów z tematyką społeczną i tradycją muzyczną różnych regionów Włoch (w późniejszym okresie twórczości), brzmienie światowe z własnym językiem muzycznym, specyficznym ale zrozumiałym przez wszystkich.
W lipcu 1962 roku Fabrizio De André ożenił się z Enricą Rignon (przezwisko Puny) a 29 grudnia tego samego roku urodził się im syn, Cristiano. Tak więc artysta miał już własną rodzinę, ale zawód jaki wykonywał nie był jeszcze zbyt dochodowy. Przełom nastąpił w 1965 roku, gdy Mina zaśpiewała jego piosenkę „La canzone di Marinella”, która nieoczekiwanie stała się przebojem. Dzięki zarobionym pieniądzom Fabrizio De André mógł kupić eleganckie mieszkanie w dobrej dzielnicy Genui; po raz pierwszy też pojawiła się myśl, że jego piosenki mogą być nie tylko rozrywką, ale i źródłem dochodu.
W ślad za „La canzone di Marinella” w latach 1965–1966 ukazały się jego kolejne single: „Fila di lana” (cover piosenki francuskiej), „La città vecchia”, „La canzone dell'amore perduto” (z melodią zaczerpniętą z adagia Georga Philippa Telemanna) i „Geordie” (tradycyjna piosenka angielska). Ponieważ sprzedaż singli wykazywała tendencję rosnącą, Fabrizio De André, zachęcony dobrymi wynikami, wydał w 1966 roku swój debiutancki LP, zatytułowany Tutto Fabrizio De André, będący zbiorem singli, wydanych wcześniej przez wytwórnię Karim (m.in. „La canzone di Marinella”, „La guerra di Piero”, „Il testamento”, „La ballata del Miché”, „La canzone dell'amore perduto”, „La città vecchia”, „Carlo Martello”). Było to pierwsze wydawnictwo sygnowane jego imieniem i nazwiskiem. Okładka płyty była rozkładana, a wkładka złożona i przyklejona do jej grzbietu. Wydawnictwo zostało wznowione w 1968 roku przez wytwórnię Roman Record Company pod tytułem La Canzone di Marinella.
W 1967 roku nagrał singiel „Preghiera in gennaio”, poświęcony, choć nie dosłownie, śmierci przyjaciela, Luigiego Tenco (który popełnił samobójstwo 27 stycznia podczas Festiwalu w San Remo), bazujący na poezji Francisa Jammes'a; na stronie B singla znalazł się utwór „Si chiamava Gesù”.
Oba nagrania znalazły się na wydanym w tym samym roku pierwszym studyjnym albumie artysty, zatytułowanym Volume I, zawierającym obok 8 własnych utworów także 2 piosenki jego ulubionego Brassensa. Wyróżniały się piosenki: „Via del Campo” (której muzyka po latach zostanie przypisana Enzo Jannacciemu) oraz „Bocca di rosa”; obie stały się najbardziej znaczącymi piosenkami artysty. W 1968 roku Volume I zajął 2. miejsce na liście najlepiej sprzedawanych albumów we Włoszech, a Fabrizio De André zaczął myśleć o nagraniu kolejnego albumu.
Wraz z wydaniem debiutanckiego albumu rozpoczął się najbardziej płodny okres w jego życiu. W krótkim czasie wydane zostały jego kolejne płyty: Tutti morimmo a stento (1968), Volume III (1968), Nuvole barocche (1969, zbiór singli nagranych dla wytwórni Karim, które nie znalazły się na Tutto Fabrizio De André), La buona novella (1970), Non al denaro non all'amore né al cielo (1971), Storia di un impiegato (1973), Canzoni (1974) i Volume VIII (1975).

### Lata 1968–1973: między egzystencjalizmem a kontestacją
Lata 1968–1973 okazały się dla Fabrizia De André pomyślne od strony finansowej i zarazem udane z muzycznego punktu widzenia. Album Tutti morimmo a stento (1968) to pierwszy album koncepcyjny w muzyce włoskiej, doceniony także przez krytykę; jest zarazem pierwszym z albumów Fabrizia De André, który zajął 1. miejsce na liście najlepiej sprzedawanych albumów we Włoszech w 1968 roku. Ojciec artysty nie omieszkał zauważyć przy tym, że o ile dotąd w młodym człowieku widziano tylko syna szacownego pana De André, to teraz o nim samym mówią, że jest ojcem piosenkarza Fabrizia De André. To zarazem świadczy o zmianie postaw wewnątrzrodzinnych, bowiem to właśnie ojciec był na początku zagorzałym przeciwnikiem drogi życiowej, jaką obrał syn. Tematy literackie wspomnianego albumu są stałe; to panorama różnych subkultur, samobójcy, zboczeńcy, narkomani („Cantico dei drogati”), pedofile, szalone dzieci, nieszczęśliwi królowie; od strony muzycznej natomiast album stanowił pewien krok naprzód – po raz pierwszy bowiem artysta wprowadził orkiestrę symfoniczną (Filharmonii Rzymskiej) pod kierownictwem nieocenionego Gian Piero Reverberi.
Pomyślną passę komercyjną kontynuował album Volume III zajmując 1. miejsce na liście najlepiej sprzedawanych albumów we Włoszech w 1969 roku.
Kolejnym ważnym albumem w dorobku artysty stała się La buona novella (1970), album również koncepcyjny, w którym artysta odniósł idee chrześcijańskie do prostego, ludzkim wymiaru braterstwa a uczynił to w ostrej opozycji do oficjalnej doktryny o prawdzie absolutnej, która jego zdaniem była wykorzystywana przez Kościół jedynie dla utwierdzenia własnej władzy. Może właśnie dlatego w pracy nad tym albumem sięgnął Fabrizio przekornie po teksty ewangelii apokryficznych. Od strony muzycznej wykorzystał zespół I Quelli (przekształcony później w Premiata Forneria Marconi); aranżacją albumu zajął się raz jeszcze Reverberi.
Wzrastająca kreatywność Fabrizia De André znalazła swą kulminację na następnym albumie Non al denaro, non all'amore né al cielo (1971), swobodnej adaptacji niektórych wierszy ze Spoon River Antology, dzieła amerykańskiego poety Edgara Lee Mastersa, opublikowanego w 1915, przełożonego na włoski w 1943 przez Fernandę Pivano, urodzoną w Genui dziennikarkę, pisarkę, tłumaczkę i krytyka muzycznego w jednej osobie. Chcąc uczynić swój przekaz możliwie najbardziej wartościowym dla odbiorcy Fabrizio De André zaprosił do współpracy nad albumem profesjonalistów: autora tekstów Giuseppe Bentivoglio i Nicolę Piovaniego znanego później jako kompozytor muzyki filmowej.

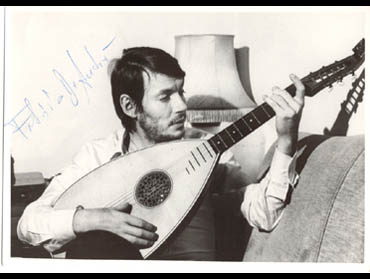
Fabrizio De André (1975)

Kolejnym krokiem na drodze sukcesów artysty okazał się singel z 2 utworami Leonarda Cohena, „Suzanne” i „Giovanna d'Arco”, a tuż po nim kolejny album koncepcyjny Storia di un impiegato (1973), gorzka, włoska interpretacja wydarzeń francuskiego maja 1968 i konfliktów ideowych, które legły u jego podłoża, połączona z młodzieńczą kontestacją Sessantotto (włoskiego odpowiednika francuskiego maja 1968). To jeden z najbardziej kontrowersyjnych albumów artysty. I tu raz jeszcze owocna okazała się współpraca z Giuseppe Bentivoglio (teksty) i Nicolą Piovanim (współkompozytor utworów i aranżer)
W marcu 1974 roku za pośrednictwem Cristiana Malgioglia Fabrizio De André poznał piosenkarkę Dori Ghezzi, która wkrótce została towarzyszką jego życia. Oboje przenieśli się na Sardynię, gdzie zamieszkali w gospodarstwie Tempio Pausania, zakupionym w 1975 roku. W 1977 roku urodziła im się córka, Luisa Vittoria De André (Luvi). W oczekiwaniu na jej narodziny zamieszkali w posiadłości dell'Agnata, gdzie 27 sierpnia 1979 roku zostali porwani przez miejscowych bandytów. Po 117 dniach niewoli zostali uwolnieni (Dori Ghezzi 21 grudnia, Fabrizio 22), w zamian okup, wynoszący około 550 milionów lirów, wypłacony głównie przez ojca Fabrizia De André, Giuseppe.

### Lata 80. i 90.:od Crêuza de mädoAnime salve
Po okresie wypoczynku Fabrizio De André razem z Massimo Bubolą nagrali wspólny singel „Una storia sbagliata”/„Titti” (1980; który na płycie CD został opublikowany dopiero w 2005 roku), po czym przystąpili do pracy nad kolejnym albumem, który ukazał się w lipcu 1981 roku. Album tym razem nie miał tytułu, więc szybko został nazwany po prostu L’indiano, od rysunku Indianina na okładce (reprodukcja obrazu The Outlier amerykańskiego malarza Frederica Sackridera Remingtona). Współautorem albumu był po raz kolejny Massimo Bubola, a główny wątek literacki stanowiły paralele między podobieństwem losów Indian a Sardyńczyków, obydwu nacji poddanych niegdyś kolonizacji i cierpiących ucisk ze strony obcych. Artysta nawiązał też do własnego niedawnego porwania w piosence „Hotel Supramonte”, mówiąc z nutką romantyzmu o całym zajściu i o miejscowej, proletariackiej społeczności, spośród której wywodzili się porywacze. (Na rozprawie potwierdził, że przebacza wykonawcom porwania, ale nie mocodawcom, którzy ich nasłali, będących, według doniesień, przedstawicielami lokalnej PCI).
29 października 1981 roku, zmarł na raka, przeżywszy 60 lat, Georges Brassens, który dla Fabrizia De André był (według jego słów) „mitem, przewodnikiem i przykładem”.
Rok 1984 stanowił kolejny, ważny przełom w życiu twórczym artysty – wspólnie z Mauro Paganim, znanym kompozytorem, ex-członkiem Premiata Forneria Marconi zrealizował album Crêuza de mä, projekt Paganiego, który Fabrizio wzbogacił własnymi tekstami. Wydawało się na początku, że album poniesie fiasko. Później jednak, dzięki jego prezentacji podczas pamiętnego, wspólnego tournée z synem Cristiano i z Mauro Paganim udało się osiągnąć sukces. Piosenki z tego albumu były traktowane przez słuchaczy jako apoteoza smaku, kolorytu i zapachu Morza Śródziemnego a nawet jako swoista pieśń pochwalna na cześć Genui. Nic więc dziwnego, że i sam album został później okrzyknięty przez krytykę „albumem dekady”. Wielu uważało go nawet za najważniejsze dzieło artysty. Chociaż z literacko-poetyckiego punktu widzenia wydawało się to trochę na wyrost, to z muzycznego było prawdopodobnie uzasadnione. Aby uwiarygodnić przekaz artysta zaśpiewał tu, po raz pierwszy w swojej karierze, wyłącznie w dialekcie, w swym ojczystym języku genueńskim, również tym z dawnych epok. Temat przewodni płyty to swoista podróż po magicznych miejscach nad Morzem Śródziemnym pod mistrzowskim przewodnictwem Mauro Paganiego, któremu udało się przywołać w muzyce lokalne tradycje genueńskie i połączyć je z elementami berberyjskmi, greckimi czy tureckimi. To swoiste poszukiwanie źródeł „śródziemnomorskości” w opozycji do coraz bardziej dominujących wpływów pop-kultury zza oceanu. Zdaniem części krytyków płyta antycypowała i definiowała coś, co później miało być nazwane muzyką etniczną, stanowiąc zarazem istotny wkład do niej. Płyta była więc także niewątpliwym sukcesem Mauro Paganiego i pod tym względem.
W 1985 roku w wieku 72 lat zmarł ojciec artysty, Giuseppe, szanowany i wpływowy obywatel Genui. Kilka lat później w 1989 roku odszedł również jego brat, Mauro. Zmarł na tętniaka, w wieku zaledwie 54 lat. Dla Fabrizia De André był to prawdziwy cios – rodziny została mu już tylko matka. Ale były też i wydarzenia przyjemne: w tym samym roku, po 15 latach pożycia Fabrizio i Dori Ghezzi zdecydowali się wziąć ślub. W ich ślady poszedł też syn artysty, Cristiano.
W 1990 roku, po długiej przerwie, wyszedł kolejny album Fabrizia De André, Le nuvole, znowu skomponowany razem z przyjacielem Mauro Paganim i we współpracy z młodym genueńskim piosenkarzem i kompozytorem Ivano Fossatim, który pomagał także w realizacji następnej płyty artysty, Anime salve. Stylistycznie nawiązał on tu do poprzedniego albumu – pojawiły się znowu inspiracje etniczne, artysta śpiewał w różnych dialektach kierując ostrze krytyki wobec rozmaitych problemów współczesności („La Domenica delle Salme” czy „Don Raffaè”). Był to z pewnością najbardziej polityczny album w jego dorobku.
W 1991 roku Fabrizio wznowił działalność koncertową, raz jeszcze odnosząc sukces; dokumentacją tego stał się LP Fabrizio De André 1991 – Concerti.
W 1992 roku Genua serią imprez, uroczystości i wystaw uczciła 500-lecie odkrycia Ameryki. Na okolicznościowy koncert został zaproszony Fabrizio De André oraz Bob Dylan; Fabrizio De André jednak odmówił, chcąc w ten sposób dać wyraz swojej dezaprobacie wobec eksterminacji Indian amerykańskich.
3 stycznia 1995 roku w wieku 83 lat, zmarła matka artysty, Luisa.
Cały okres 1990–1996 był dla Fabrizia De André wypełniony współpracą z różnymi autorami, bądź to w charakterze autora bądź współwykonawcy na ich albumach. Wspomnieć tu należy obok znanych już postaci jak Mauro Pagani czy Massimo Bubola także Francesco Bacciniego, Tazenda, Maxa Manfredi, Teresę De Sio, Ricky Gianco, zespół New Trolls i syna Cristiano. Artysta uczestniczył też, wraz z Dori Ghezzi i Franco Mussidą, w nagraniu antycznej pieśni prowansalskiej „Mis amour”, która znalazła się na albumie A toun souléi zespołu Li Troubaires de Coumboscuro.
W 1996 roku wyszedł kolejny album artysty (jak się niebawem miało okazać, ostatni) zatytułowany Anime salve, zrealizowany w udanej współpracy z Ivano Fossatim, czego najlepszym przykładem był ostatni utwór albumu „Smisurata preghiera”. Stylistycznie był to kolejny album koncepcyjny. Jego tematyka krążyła wokół dwóch spraw: żyjących w izolacji mniejszości oraz samotności. Muzycznie album wykorzystał ten sam substrat etniczny co na pamiętnym Crêuza de mä, poszerzony o wpływy południowoamerykańskie i bałkańskie. W odróżnieniu od dwóch poprzednich albumów tu Fabrizio De André zaśpiewał większość piosenek po włosku.
W tym samym roku ukazała się też nakładem wydawnictwa Einaudi powieść Un destino ridicolo, napisana wspólnie przez Fabrizio De André i Alessandra Gennari.
W 1997 ujrzała natomiast światło dzienne kompilacja Mi innamoravo di tutto, zbiór starych nagrań wybranych przez samego Fabrizia De André. Wśród nich na uwagę zasługiwały: oryginalna wersja „Bocca di rosa” oraz „La canzone di Marinella” zaśpiewana przez artystę w duecie z Miną.

### Śmierć artysty
Latem 1998 podczas tournée promującego ostatni album okazało się, że Fabrizio De André jest chory. Tomografia komputerowa wykonana 25 sierpnia nie pozostawiała złudzeń – rak płuca. Po kilku miesiącach Fabrizio De André, otoczony najbliższymi, zmarł w nocy 11 stycznia 1999 roku o godz. 2:15 w mediolańskim Istituto Tumori (Instytucie Chorób Nowotworowych).
Dwa dni później, 13 stycznia, tłum ponad 10 tysięcy ludzi wypełnił szczelnie bazylikę di Carignano w Genui, aby towarzyszyć pogrążonej w bólu rodzinie i zmarłemu artyście w ostatniej drodze. Nad morzem głów powiewała flaga klubu piłkarskiego Genoa (jego ulubionej drużyny) oraz flaga anarchistów (jako świadectwo i pamiątka jego swoistego „credo” politycznego czy raczej „sposobu bycia”.
Zjawili się też inni przyjaciele, jak Ricky Gianco, Gianna Nannini, Beppe Grillo, Paolo Villaggio oraz eksponenci świata kultury i polityki. Fabrizio De André został pochowany na cmentarzu Staglieno, w kaplicy rodzinnej.

## Fabrizio De André w pamięci zbiorowej

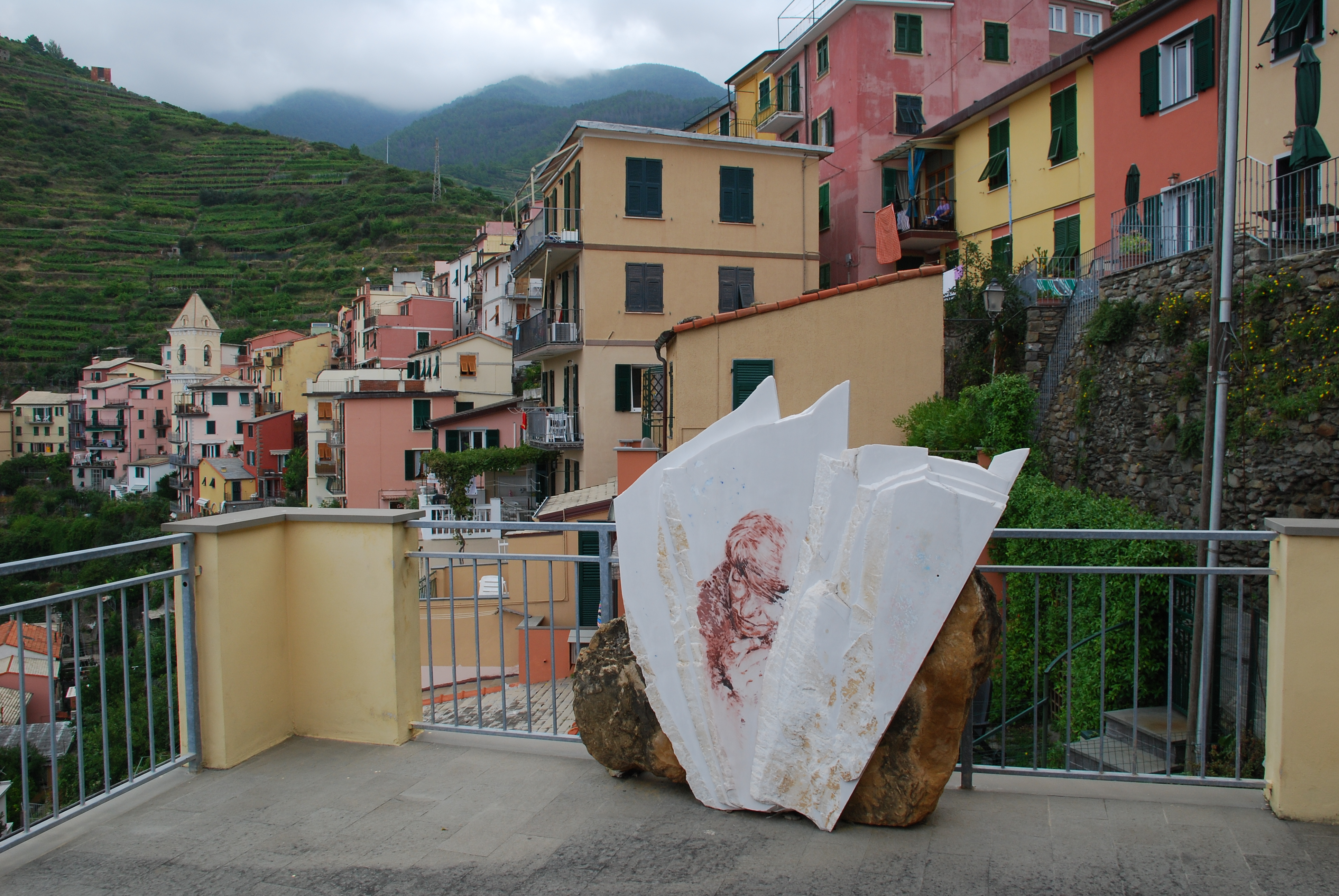
Pomnik Fabrizia De André w miejscowości Manarola (Cinque Terre), wykonany przez Silvia Benedetta we współpracy z Olgą Macaluso

### Antologie nagrań
Po śmierci Fabrizia De André Dori Ghezzi założyła fundację Fondazione Fabrizio De André, poświęconą ochronie i zarządzaniu jego artystycznym dziedzictwem. Wspólnie z ekspertami zajęła się opracowaniem muzycznej spuścizny po nim. Stroną literacką zajęli się filolodzy, natomiast eksperci od nagrań zajęli się częścią muzyczną obszernej dyskografii Fabrizio De André. Stare winylowe nagrania poddano rekonstrukcjom cyfrowym. Nadzór nad pracami sprawował Gian Piero Reverberi, który już przedtem dokonał aranżacji 6 albumów Fabrizia De André. Opublikowano 2 zbiory tych nagrań (każde po 3 CD), zatytułowane In direzione ostinata e contraria (2005) i In direzione ostinata e contraria 2 (2006). To pierwsza tego rodzaju obszerna antologia. Prześledzić na niej można cały rozwój artystyczny zmarłego artysty, tym bardziej, że zbiór zawierał wiele rzadkich nagrań. I tak np. piosenkę „Cose che dimentico” wykonał artysta na żywo razem z synem Cristiano, w finale „Khorakhané” pojawiła się Dori Ghezzi, na „Anime salve” artysta zaśpiewał wspólnie z Ivano Fossatim, zaś piosenkę „Geordie” wykonał razem z córką Luvi.

### Wspomnienie artysty na Festiwalu w San Remo 2014
18 lutego 2014 roku Festiwal w San Remo otwarto wspomnieniem Fabrizia De André (w rocznicę jego urodzin); Luciano Ligabue zaśpiewał jego piosenkę „Crêuza de mä” (w 30 rocznicę wydania albumu pod tym samym tytułem), Gino Paoli – „Canzone dell'amore perduto”, w konkursie natomiast wziął udział syn artysty, Cristiano, któremu akompaniowała Dori Ghezzi.

### Wypowiedzi o twórczości Fabrizia De André
„Ale De André nigdy nie był modny. W rzeczywistości moda, efemeryczna z definicji, przemija. Piosenki De André nadal błyszczą w dzisiejszym słońcu tak, jak pierwszego dnia, kiedy się narodziły”

„Fabrizio jest wśród największych poetów rocka. Co więcej, dla mnie jest święty”

„Fabrizio De André to chansonnier i to w sensie najbardziej dosłownym: w takim, w jakim poezja, tekst literacki i muzyka nieodwołalnie współistnieją”

### Muzeum Via del Campo 29 rosso

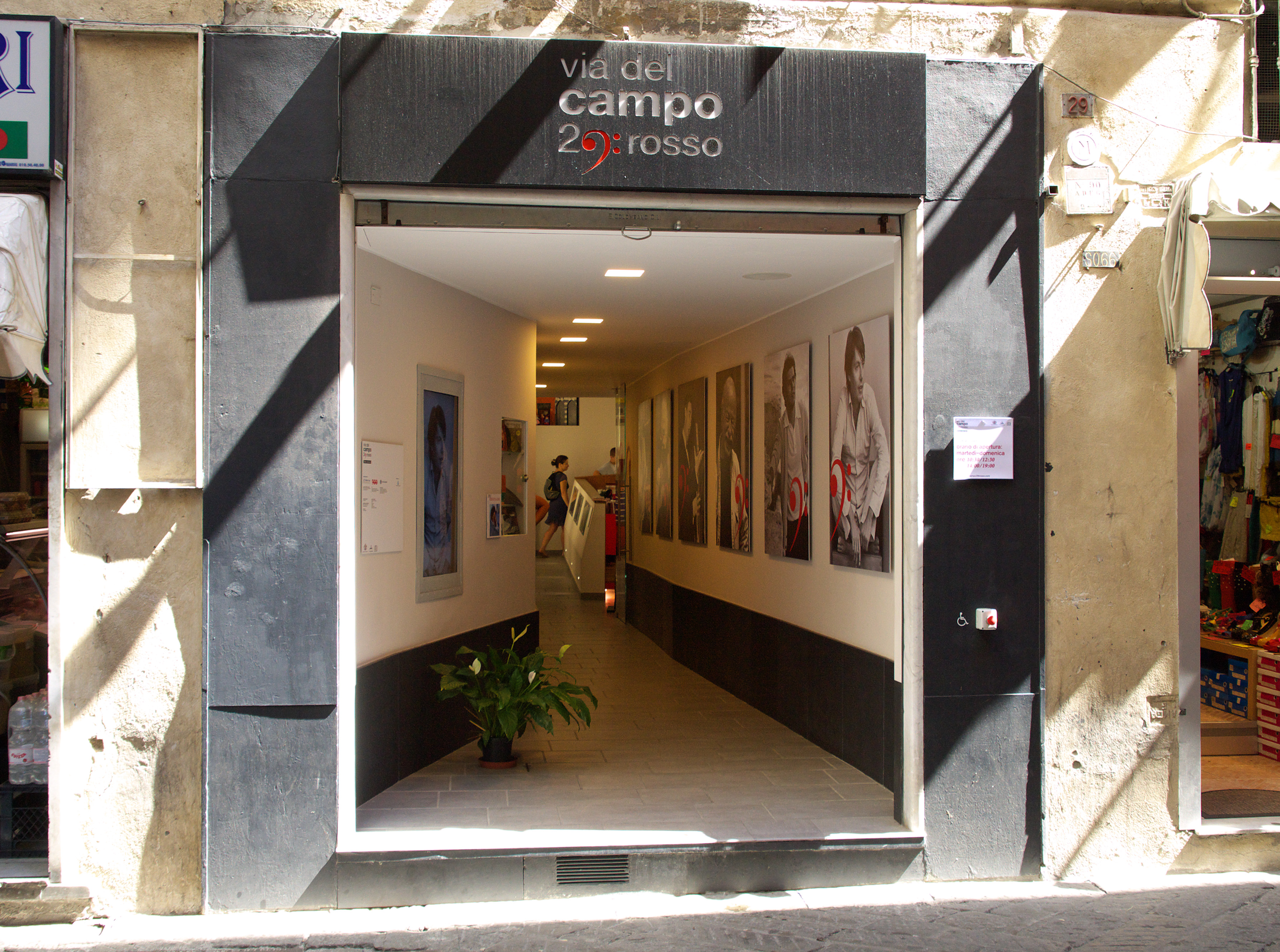
Fasada muzeum szkoły genueńskiej Via del Campo 29 rosso

25 lutego 2012 roku w sklepie muzycznym Gianniego Tassia otwarto muzeum, któremu nadano nazwę Via del Campo 29 rosso. Sklep ten, istniejący od lat 50. oferował płyty z muzyką z innych krajów, która inspirowała lokalnych muzyków. Nabrał on znaczenia, gdy jego nowym właścicielem stał się Gianni Tassio, wielki fan Fabrizia De André i zapalony kolekcjoner, zbierający różnego rodzaju akcesoria, jak: płyty gramofonowe, zdjęcia, artykuły, listy czy bilety na koncerty. Po śmierci Fabrizia De André w 1999 roku sklep Tassia stał się centrum spontanicznych pielgrzymek tysięcy fanów. W 2001 roku Tassio wraz z grupą przedsiębiorców z Via del Campo, przy pomocy datków przekazywanych mieszkańców i fanów zakupił ostatnią gitarę należącą do Fabrizio De André, marki Esteve 1997. Stała się ona od tego czasu wizytówką kolekcji sklepu, który dzięki temu zaczął zyskiwać rozgłos w całych Włoszech i przyciągać coraz więcej turystów. Po śmierci Fabrizio De André sklep stał się swego rodzaju legendą we Włoszech, a szczególnie w Genui. W 2010 roku Gmina Genua, wychodząc naprzeciw oczekiwaniom związanym z upamiętnieniem działalności Fabrizia De André oraz wszystkich członków szkoły genueńskiej, postanowiła przekazać na ten cel sklep Tassia zakupując zarazem całą zgromadzoną w nim kolekcję. Via del Campo 29 rosso pełni wiele ról, jest muzeum i sklepem, a także atrakcją turystyczną i centrum rozrywki dla lokalnej społeczności. Poprzez warsztaty muzyczne wspierana jest działalność nowego pokolenia piosenkarzy nawiązujących do tradycji szkoły genueńskiej. Jako ośrodek turystyczny Via del Campo 29 rosso oferuje turystom możliwość odkrywania miasta za pośrednictwem tekstów i muzyki szkoły genueńskiej.

## Dyskografia

### Single

#### Single nagrane dla wytwórni Karim
- 1961 – „Nuvole barocche”/„E fu la notte”
- 1961 – „La ballata del Michè”/„La ballata dell'eroe”
- 1963 – „Il fannullone”/„Carlo Martello ritorna dalla battaglia di Poitiers”
- 1963 – „Il testamento”/„La ballata del Michè”
- 1964 – „La guerra di Piero”/„La ballata dell'eroe”
- 1964 – „La canzone di Marinella”/„Valzer per un amore”
- 1965 – „Per i tuoi larghi occhi”/„Fila la lana”
- 1965 – „La città vecchia”/„Delitto di paese”
- 1966 – „La canzone dell'amore perduto”/„La ballata dell'amore cieco”
- 1966 – „Geordie”/„Amore che vieni, amore che vai”

#### Single późniejsze
- 1967 – „Preghiera in gennaio”/„Si chiamava Gesù” (Bluebell Records)
- 1967 – „Bocca di Rosa”/„Via del Campo” (Bluebell Records)
- 1967 – „Spiritual”/„Caro amore” (Bluebell Records)
- 1968 – „Carlo Martello ritorna dalla battaglia di Poitiers”/„Il testamento” (Bluebell Records)
- 1968 – „La canzone di Marinella”/„Amore che vieni, amore che vai” (Bluebell Records)
- 1968 – „La ballata del Michè”/„La guerra di Piero” (Bluebell Records)
- 1969 – „Il gorilla”/„Nell'acqua della chiara” fontana (Bluebell Records)
- 1969 – „Leggenda di Natale”/„Inverno” (Bluebell Records)
- 1970 – „Il pescatore”/„Marcia nuziale” (Liberty)
- 1970 – „La stagione del tuo amore”/„Spiritual” (Produttori Associati)
- 1971 – „Un matto”/„Un giudice” (Produttori Associati)
- 1972 – „Suzanne”/„Giovanna d'Arco” (Produttori Associati)
- 1973 – „Il bombarolo”/„Verranno a chiederti del nostro amore” (Produttori Associati)
- 1975 – „La cattiva strada”/„Amico fragile” (Produttori Associati)
- 1978 – „Andrea”/„Volta la carta” (Ricordi)
- 1978 – „Rimini”/„Coda di lupo” (Ricordi)
- 1978 – „Avventura a Durango”/„Sally” (Ricordi)
- 1979 – „Il pescatore” (live z Premiata Forneria Marconi)/„Bocca di rosa” (Ricordi)
- 1980 – „Una storia sbagliata”/„Titti” (Ricordi)
- 1981 – „Avventura a Durango” (live)/„Quello che non ho” (Ricordi)
- 1984 – „Sinàn Capudàn Pascià” (Ricordi)
- 1996 – „Dolcenera” (Ricordi)
- 1997 – „La canzone di Marinella” (z Miną)

### Albumy

#### Albumy studyjne
- 1967 – Volume I (Bluebell Records)
- 1968 – Tutti morimmo a stento (Bluebell Records)
- 1968 – Volume III (Bluebell Records)
- 1970 – La buona novella (Produttori Associati)
- 1971 – Non al denaro, non all'amore né al cielo (Produttori Associati)
- 1973 – Storia di un impiegato (Produttori Associati)
- 1974 – Canzoni (Produttori Associati)
- 1975 – Volume VIII (Produttori Associati)
- 1978 – Rimini (Ricordi)
- 1981 – Fabrizio De André (l'indiano) (Ricordi)
- 1984 – Crêuza de mä (Ricordi)
- 1990 – Le nuvole (Ricordi)
- 1996 – Anime salve (Ricordi)

#### Albumy Live
- 1979 – Fabrizio De André In concerto-Arrangiamenti PFM (Ricordi)
- 1980 – Fabrizio De André In concerto-Arrangiamenti PFM Vol.2 (Ricordi)
- 1982 – Fabrizio De André live, Philipshalle Düsseldorf (Ricordi)
- 1991 – 1991 Concerti

#### Albumy Live – publikacje pośmiertne
- 1999 – Fabrizio De André in concerto
- 2001 – Fabrizio De André in concerto volume II
- 2001 – Ed avevamo gli occhi troppo belli

#### Antologie – okres współpracy z wytwórnią Karim
- 1966 – Tutto Fabrizio De André (single nagrane dla wytwórni Karim)
- 1968 – La canzone di Marinella (wznowienie Tutto Fabrizio De André)
- 1969 – Nuvole barocche
- 1972 – Fabrizio De André
- 1972 – Fabrizio De André (1 e 2)
- 1982 – Fabrizio De André (Superstar)
- 1991 – Il viaggio
- 1995 – La canzone di Marinella
- 2000 – Peccati di gioventù

#### Antologie – okres po współpracy z wytwórnią Karim
- 1976 – Fabrizio De André (Antologia nera) (zawiera po raz pierwszy opublikowany na LP utwór – „Il pescatore”)
- 1982 – Fabrizio De André (Profili)
- 1986 – Fabrizio De André (Antologia blu)
- 1997 – Mi innamoravo di tutto (zawiera wersję „La canzone di Marinella” wykonaną przez Minę)
- 1999 – Da Genova
- 2001 – Mediterraneo
- 2004 – Fabrizio De André – Platinum Deluxe
- 2004 – Fabrizio De André – Una musica per i dannati
- 2005 – In direzione ostinata e contraria (3 CD)
- 2006 – In direzione ostinata e contraria 2 (3 CD)

#### Zbiory
- 1995 – Fabrizio De André (Cofanetto rosso) (zawiera wszystkie studyjne albumy oprócz singli nagranych dla wytwórni Karim oraz singli: Caro amore, Una storia sbagliata i Titti)
- 1999 – Opere complete (zawiera wszystkie studyjne albumy oprócz singli nagranych dla wytwórni Karim oraz singli: Caro amore, La canzone di Marinella (śpiewana w duecie z Miną) i Titti)

#### Albumy poświęcone pamięci artysty
- 1995 – Canti randagi
- 1999 – Äia da respiâ – Genova canta De André
- 2003 – Faber, amico fragile
- 2003 – Mille papaveri rossi
- 2003 – Non più i cadaveri dei soldati (un omaggio a Fabrizio De André)
- 2004 – Crêuza de mä (Mauro Pagani)

### Wideo
- 2004 – Fabrizio De André in concerto
- 2006 – Omaggio a Fabrizio De André (DVD+książka) Koncert w Anfiteatro Romano di Cagliari, lipiec 2005